# Маноа Масі
Маноа Масі (англ. Manoa Masi, нар. 18 серпня 1974) — фіджійський футболіст, який грав на позиції півзахисника у фіджійських та австралійських клубах та національній збірній Фіджі.

## Клубна кар'єра
Маноа Масі розпочав виступи на футбольних полях у складі команди «Ба» в 1994 році. У 1995 році футболіст перейшов до складу австралійської команди «Гіппсленд Фолконс», у якій грав до 1997 року. У 1997 році Масі повернувся на батьківщину, де став гравцем клубу «Надрога». На початку 2002 року футболіст знову став гравцем клубу «Ба», у складі якого неодноразово ставав чемпіоном та володарем кубка Фіджі. У 2008 році Масі завершив виступи на футбольних полях.

## Виступи за збірну
У 1998 році Маноа Масі дебютував у складі національної збірної Фіджі. У складі збірної футболіст двічі брав участь у Кубу націй ОФК — Кубку націй ОФК 1998 року та Кубку націй ОФК 2002 року. У складі збірної Масі грав до 2003 року, загалом провів у складі збірної 15 матчів, у яких відзначився 15 забитими голами.